# Альфред Матьє Жіар
Альфред Матьє Жіар (фр. Alfred Mathieu Giard; 8 серпня 1846, Валансьєнн, Франція — 8 серпня 1908, Орсе) — французький зоолог і паразитолог. Відомий дослідженням лямблій — збудників лямбліозу.

## Біографія
Був надзвичайно обдарованою дитиною. Під впливом батька рано зацікавився природою. До п'ятнадцяти років він отримав широкі знання про комах і рослин, і кажуть, що у віці шести років він самостійно класифікував комах свого регіону проживання.
У 1867 році Жіар розпочав вивчати природничі науки у паризькій вищій нормальній школі (фр. École normale supérieure), після чого працював препаратором зоології в лабораторії Анрі де Лаказе-Дютьє у Парижі. У 1872 році він захистив докторську дисертацію на тему «Дослідження складних асцидій або синасцидій». З 1873 по 1882 рік він був професором природознавства на факультеті у Ліллі. Тоді ж він був афільований з Інститутом промислової агрономіки та комерційної галузі Північної Франції. У 1874 році він заснував біологічну станцію у Вімерро, щоб ознайомити своїх учнів з морськими та наземними організмами. У Ліллі він створив відмінну академічну зоологічну школу, з якої вийшло багато видатних зоологів Франції.
У 1888 році міська рада Парижа дала дозвіл на створення курсу «еволюції живих організмів» у Сорбонні. Таким чином Жіар став професором факультету наук, обійнявши посаду завідувача кафедри еволюції живих організмів з цього року до своєї смерті.
У 1892 році Жіар одружився з Енні Бонд-Кук, з якою у нього було троє дітей. Всі вони померли в ранньому віці.
Жіар був натуралістом, який був наділений чудовою пам'яттю і володів надзвичайними фактичними знаннями. Він умів ранжирувати факти та координувати їх, щоб вправно викласти ідеї загальної біології. Він не був прихильником технічних засобів у біології (будь то ін'єкції, гістологічні зрізи чи препарати), тому що вважав, що дослідження живих істот в їх середовищі перевершує аналіз матеріалів, які були збережені або розрізані на частини.
Йому приписують опис лямблії, кишкового паразита з найпростіших, який названий на честь нього самого та науковця Вілема Душана Лямбла. Хворобу, породжену паразитом, називають лямбліозом або жіардіазом. Він відкрив Orhonectida (паразити змієносців) у 1877 році і представника Turbellaria (Turbellaria), паразита вищих ракоподібних. З Дж. Бонньє він проводив дослідження ракоподібних, особливо на Epicaridea (паразитичні ізоподи) та Bopyridae. Жіар став переконаним послідовником трансформації, доктрини, проти якої виступали багато його сучасників, і його викладацькі курси були наповнені новими ідеями, вже поширеними за кордоном. Прийнявши трансформізм як факт і відповідно інтерпретуючи природу, Жіар перебував під впливом Ернста Геккеля, вважав, що ламаркізм і дарвінізм доповнюють одне одного. Він особливо вивчав взаємні стосунки між хазяїном і паразитом, ввів термін паразитична кастрація у тварин і рослин, щоб позначити зміни статевих ознак у хазяїна через паразита, навіть коли той безпосередньо не перебуває у статевих залозах хазяїна. Зі своїм студентом і надалі співробітником Жулем Боньє він дослідив багато атак паразитів на морських тварин, зокрема ракоподібних.
З 1882 по 1885 рік він засідав у Національній асамблеї Франції як депутат від Валенсієна. Проте, не зумівши перемогти на перевиборах у 1885 році, він відмовився від політики.

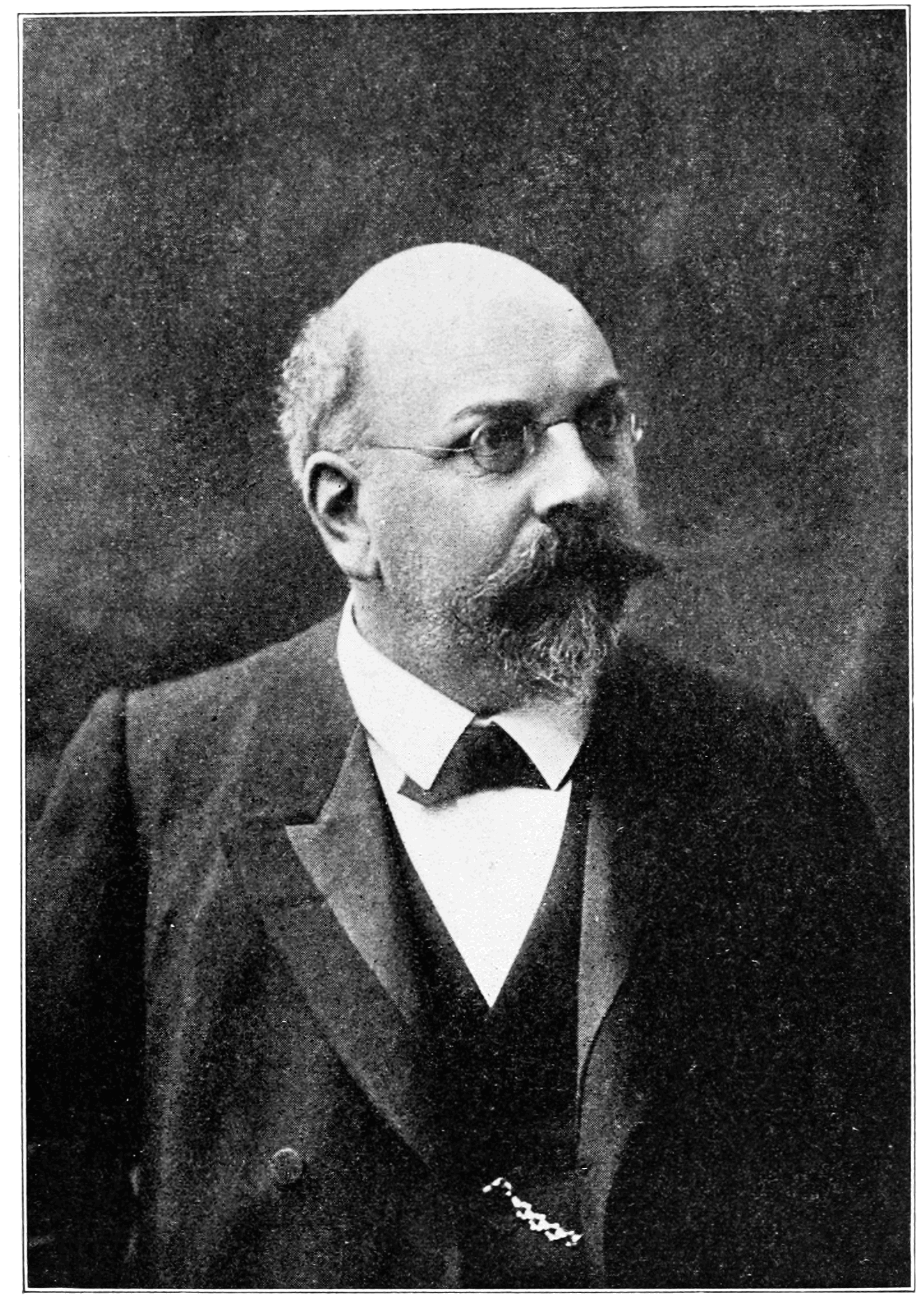
Альфред Матьє Жіар. Фото 1909 року

Жіара обрано до Академії наук у 1900 році. Він був президентом Паризького біологічного товариства впродовж 1904—1908 років. У 1906 році він брав участь у співпраці з Шарлем Лавераном та Е.-Л. Був'є в підкомісії Міжнародної наукової асоціації колоніальної агрономії, відповідальної за створення медичних і зоологічних інструкцій щодо сонної хвороби у Французькому Конго. У 1908 році він став членом ради Товариства екзотичної патології.
Жіар є автором понад 600 наукових робот у галузі біології та зоології. Завдяки своїм студентам і своїй роботі він мав великий вплив на розвиток біологічних наук у Франції.

## Основні наукові твори
- Étude critique des travaux d'embryogénie relatifs à la parenté des Vertébrés et des Tuniciers. Archives de zoologie experimentale, 1872, 1: 233—288. / Критичне вивчення ембріологічних робіт, що стосуються спорідненості хребетних і тунікатів.
- Deuxième étude critique des travaux d'embryogénie relatifs à la parenté des Vertébrés et des Tuniciers; recherches nouvelles du professeur Kuppfer. Archives de zoologie experimentale, 1872, 1: 307—428. / Друге критичне дослідження ембріологічних робіт, що стосуються спорідненості хребетних і тунікатів.
- Recherches sur les Ascidies composées ou Synascidies. Doctoral thesis, Archives de zoologie experimentale, 1872, 1: 233—288. / Дослідження складних асцидій або синасцидій.
- Principes généraux de biologie. Introduction to Thomas Henry Huxley's (1825—1895) Élements d'anatomie comparée des Invertébrés. 1876. / Загальні принципи біології.
- Sur l'organisation et la classification des Orthonectidea. Bulletin scientifique du Nord, 1879, 11: 338—341. / Про організацію та класифікацію Orthonectidea.
- Nouvelles remarques sur les Entonisciens. Avec Jules Bonnier. Comptes rendus hebdomadaires des séances de l'Académie des sciences, 1886, 102: 1173—1776. / Нові зауваження щодо Entonisciens
- Sur un Rhadocoele nouveau, parasite et nidulant (Fecampia erythrocephala). Comptes rendus hebdomadaires des séances de l'Académie des sciences, 1886, 103: 499—501. / На молодих Rhadocoele паразитують і гніздяться Fecampia erythrocephala.
- La castration parasitaire et son influence sur les caractères extérieurs du sexe mâle chez les Crustacés décapodes. Bulletin scientifique du Nord, 1887, 18: 1-28. / Паразитарна кастрація та її вплив на екстерьєр чоловічої статі у ракоподібних десятиногих.
- Contribution à l’étude des Bopyriens. Avec Jules Bonnier. Travaux de l'Institut de zoologie de Lille et du Laboratoire de zoologie maritime de Wimereux, 1887, 5. Lille, Daniel, 1887. / Внесок у вивчення Bopyriens.
- Leçon d'ouverture des cours d’évolution des êtres organisés. Bulletin scientifique, 1889; 20: 1-26.
- Sur la signification des globules polaires. Bulletin scientifique, 1889, 20: 95-103. / Початковий урок еволюції організованих істот.
- Les facteurs de lévolution, leçon d'ouverture des cours d’évolution des êtres organisés, 2ème année. Revue scientifique, 1889, 44: 641—648. / Фактори еволюції, початкові начала еволюції організованих істот
- Prodrome d'une monographie des Epicarides du golfe de Naples. avec Jules Bonnier. Bulletin scientifique du Nord, 1890, 22: 367—391. / Вступ до монографії «Епікаріди Неаполітанської затоки»
- Le principe de Lamarck et l'hérédité des modifications somatiques, leçon d'ouverture des cours d’évolution des êtres organisés. Revue scientifique, 1890, 46: 705—713. / Принцип Ламарка і спадковість соматичних модифікацій, початкові начала еволюції організованих істот
- L'anhydrobiose ou ralentissement des phénomènes vitaux sous l'influence de la déshydratation progressive. Comptes rendus de la Société de biologie, 1894; 66: 497—500. / Ангідробіоз або уповільнення життєво важливих явищ під впливом прогресуючої дегідратації
- La direction des recherches biologiques en France et la conversion de M. Yves Delage. Bulletin scientifique du Nord, 1896, 27: 432—458. / Напрям біологічних досліджень у Франції та навернення пана Іва Делажа
- Litres et travaux scientifiques. Paris, 1896. / Джерела та наукова робота
- Coup d'oeil sur la faune et note sur la flore Boulonnais. Boulogne et le Boulonnais. Paris, 1899. / Погляд на фауну та замітка про флору Булонне
- Parthénogenèse de la macrogamète et de la microgamète des organismes pluricellulaires. Volume cinquantenaire de la Société biologique. Paris, 1899, 654—667. / Макрогаметний і мікрогаметний партеногенез багатоклітинних організмів
- Les faux hybrides de Millardet et leur interprétation. Comptes rendus de la Société de biologie, 1903, 55: 779—782. / Фальшиві гібриди Мілларде та їх інтерпретація
- Les tendances actuelles de la morphologie et ses rapports avec autres sciences. Bulletin scientifique du Nord, 1905, 39: 455—486. / Сучасні тенденції в морфології та її взаємозв’язок з іншими науками.
- La poecilogonie. Bulletin scientifique du Nord, 1905, 39: 153—187. / Поецилогонія
- L’évolution dans les sciences biologiques. Bulletin scientifique du Nord, 1907, 41: 427-458. / Еволюція в біологічних науках
- L’éducation du morphologiste. La méthode dans les sciences: Morphologie. Paris, 1908, pp 149-175. / Навчання морфолога. Метод у науках: Морфологія